# Kolárovice
Kolárovice es un municipio del distrito de Bytča en la región de Žilina, Eslovaquia, con una población estimada a final del año 2024 de 1786 habitantes.
Se encuentra ubicado al oeste de la región, cerca del curso alto del río Váh (cuenca hidrográfica del Danubio) y de la frontera con la región de Trenčín.

## Demografía
| Año        | 1994 | 2004    | 2014    | 2024    |
| ---------- | ---- | ------- | ------- | ------- |
| Población  | 1960 | 1890    | 1825    | 1786    |
| Diferencia |      | −3,57 % | −3,43 % | −2,13 % |

| Año        | 2023 | 2024    |
| ---------- | ---- | ------- |
| Población  | 1793 | 1786    |
| Diferencia |      | −0,39 % |